# Melanie Klaffner
Melanie Klaffner (Waidhofen an der Ybbs, 22 maggio 1990) è una tennista austriaca.

## Biografia
A livello juniores ha vinto 11 titoli come singolarista e 14 in doppio. Professionista dal 2004, ha raggiunto il suo best ranking nel gennaio 2014 (posizione numero 175 nella classifica Wta).
In Fed Cup con la squadra austriaca il suo attuale bilancio è di 20 vittorie e 19 sconfitte.